# Michal nad Žitavou
Michal nad Žitavou (Hongaars:Szentmihályúr) is een Slowaakse gemeente in de regio Nitra, en maakt deel uit van het district Nové Zámky.
Michal nad Žitavou telt 697 inwoners.